# 大盆地沙漠
大盆地沙漠為大盆地的一部分，位於內華達山脈與瓦薩奇山脈之間，沙漠的地理區範圍近似世界自然基金会定義的大盆地灌木草原地區以及美国国家环境保护局與美國地質調查局定義的中部盆地及山脈生態帶，大盆地沙漠屬溫帶沙漠，夏季炎熱、乾燥，冬季降雪大盆地沙漠橫亙内华达州大部分地區，並延伸至犹他州西部、加利福尼亚州東部及爱达荷州，大盆地沙漠為北美四個生態上定義的沙漠之一，其他三者為莫哈韦沙漠、索诺兰沙漠及奇瓦瓦沙漠。